# Dolmen de Roch-Feutet
Le dolmen de Roch-Feutet (ou Mané-er-Roc'h Feutet) est un dolmen situé à Carnac, dans le Morbihan en France.

## Historique
Lukis en a fait un relevé topographique en 1866. Le dolmen a été exploré en 1873 par Charles Pendu et par James Miln en 1877. Le dolmen est acquis par l'État en 1887 et classé au titre des monuments historiques sur la liste de 1889. il a été restauré en 1927 par Zacharie Le Rouzic.

## Description
Le dolmen est du type dolmen à couloir court ouvrant au sud-sud-est. Il est délimité par dix orthostates (8 pour la chambre, 2 pour le couloir). L'ensemble est recouvert de deux tables de couverture, dont une est gravée d'une croix d'origine récente. La base du cairn est encore visible.

## Mobilier archéologique
Le Rouzic y a recueilli un petit mobilier lithique (fragment de hache polie, 2 pointes de flèche à ailerons, silex taillés), céramique (fragments de poteries caliciformes ornementées) et des ossements incinérés (3 dents humaines, dents de chevaux).